# Ленард, Леопольд
Леопольд Ленард (словен. Leopold Lénard ; 2 ноября 1879, Австро-Венгрия — 23 января 1962, Белград, СФРЮ) — югославский словенский критик, славист, публицист, переводчик, философ. Доктор богословия (1908) и философии (1916).

## Биография
Обучался на богословском факультете университета Инсбрука
затем на философском факультете Ягеллонского университета в Кракове.
С 1908 года жил в Любляне, в 1914 году — священник в Боровниц, с 1915 по 1918 год — пастором, а после окончания Первой мировой войны некоторое время жил в Мариборе.
В Вене в 1908 году защитил докторскую диссертацию по теологии и в 1916 г. — по философии. С 1921 года жил в Белграде.
Был основателем общества «Польский клуб». Установил научные контакты с польскими славистами в Кракове.
В 1902 году занялся литературной деятельностью, как публицист. Автор критических и литературно-исторических статей. Пропагандировал идеи единства и дружбы славянских народов, занимался исследованием их истории и культуры, в частности, популяризировал творчество классиков украинской литературы конца XIX — начала XX веков (статьи «Ольга Кобылянская», 1903; «Иван Петрович Котляревский», 1904).
В перекладе Л. Ленард были опубликованы новеллы «Битва», «Время», «Impromtu phantasie», «Он и она» и повесть «Земля» (журнал «Piscalka», 1905—1906; частично запрещены цензурой) О. Кобылянской.
Первым в Словении начал переводить прозу И. Франко (рассказы «Добрий заробок» // «Mir», 1911, № 11-12). Во время путешествия по Галичине и Буковине в 1903 году побывал во Львове и Черновцах.
В 1930-е годы исследовав поэзию лужицких сербов. Переводил с польского и русского языков. Осуществил ряд переводов произведений русской литературы.
В 1941 году был арестован гестапо, но при помощи друзей освобождён.

## Избранные публикации
- Prace filologiczne neuspeli Razwój historyczny gramatki słowienskiej (глава Slovenski narod 1913, стр. 111)
- Der Panslavismus. Eine national-politische Betrachtung (1906)
- Slovensko-nemška slovnica za samouke (Любляна, 1909)
- Krvav list iz zgodovine ruskega sistema. Preganjanje katoličanov na Ruskem (Любляна, 1912)
- Ljubljanski dirindaj. Dramatične slike … (Горица, 1913)
- Jugoslovenski Piemont. Zgodovina Srbije od Črnega Jurija do kralja Petra. I. del (Марибор, 1920)
- Slovenska ženska v dobi narodnega preporoda (Марибор, 1921)
- Stari Srbi i srpska praotadžbina (Белград, 1927)
- Srpstvo u poeziji lužičkih Srba (Белград, 1931).